# Liste des récompenses et honneurs de la National Basketball Association

Logo de la NBA.

Cette page recense l'ensemble des récompenses et honneurs, remportés au sein de la National Basketball Association (NBA), à l'issue des saisons disputées. La NBA décerne 13 titres annuels pour souligner les performances de ses équipes, joueurs et entraîneurs. Cela n’inclut pas le trophée Larry O'Brien, qui est remporté par l'équipe gagnant les Finales NBA.
Le premier trophée de champion NBA fait son apparition en 1947. En 1964, il est nommé en l’honneur de Walter A. Brown qui a joué un rôle déterminant dans la fusion de la Basketball Association of America (BAA) et de la National Basketball League (NBL) dans la NBA,. En 1984, le trophée est renommé en l’honneur de l’ancien commissaire de la NBA, Larry O'Brien.
Les premiers prix individuels de la NBA ont été le NBA Rookie of the Year et le NBA All-Star Game Most Valuable Player, nommé en l'hommage de Kobe Bryant en 2020, qui ont tous deux été introduits en 1953,. Le seul titre individuel des playoffs NBA est le MVP des Finales NBA, au nom de Bill Russell. Le titre de NBA Executive of the Year est le seul non décerné par la NBA. Il est nommé chaque année par Sporting News mais est officiellement reconnu par la NBA.
Outre ces prix annuels, la ligue décerne également des récompenses hebdomadaires et mensuels pendant la saison régulière pour les joueurs et entraîneurs.
En 2021, la NBA crée un prix concernant la justice sociale, nommé en l'honneur de Kareem Abdul-Jabbar, le Kareem Abdul-Jabbar Social Justice Champion Award. Ce prix a été décerné à des joueurs qui militent dans la lutte pour la justice sociale.
En 2022, la NBA renomme un total de 5 trophées, en l'honneur de légendes de la ligue et développe une nouvelle récompense, le NBA Clutch Player of the Year, qui récompense le joueur ayant réalisé les meilleures performances dans les fins de match.

## Trophées d'équipe
| Récompense               | Création | Description | Vainqueur le plus récent     | Réf.   |
| ------------------------ | -------- | --- | ---------------------------- | ------ |
| Trophée Walter A. Brown  | 1947     | Le premier trophée récompensant l'équipe vainqueur des Finales NBA. | Trophée remplacé depuis 1977 | [ 2 ]  |
| Trophée Larry O'Brien    | 1977     | Actuel trophée récompensant le vainqueur des Finales NBA. | Thunder d'Oklahoma City      | [ 8 ]  |
| Trophée Bob Cousy        | 2001     | Trophée qui récompense le vainqueur de la finale de la conférence Est, il est renommé en 2022 au nom de Bob Cousy. | Pacers de l'Indiana          | [ 10 ] |
| Trophée Oscar Robertson  | 2001     | Trophée qui récompense le vainqueur de la finale de la conférence Ouest, il est renommé en 2022 au nom d'Oscar Robertson. | Thunder d'Oklahoma City      | [ 11 ] |
| Trophée Nat Clifton      | 2022     | Trophée qui récompense l'équipe en tête de la division Atlantique à l'issue de la saison régulière et donc championne de la division. Il est renommé au nom de Nat Clifton, le premier afro-américain à signer un contrat en NBA.                     | Celtics de Boston            | [ 12 ] |
| Trophée Wayne Embry      | 2022     | Trophée qui récompense l'équipe en tête de la division Centrale à l'issue de la saison régulière et donc championne de la division. Il est renommé au nom de Wayne Embry, le premier afro-américain à être manager général et président d'une équipe. | Cavaliers de Cleveland       | [ 12 ] |
| Trophée Earl Lloyd       | 2022     | Trophée qui récompense l'équipe en tête de la division Sud-Est à l'issue de la saison régulière et donc championne de la division. Il est renommé au nom de Earl Lloyd, le premier afro-américain à avoir joué un match en NBA.                       | Magic d'Orlando              | [ 12 ] |
| Trophée Willis Reed      | 2022     | Trophée qui récompense l'équipe en tête de la division Sud-Ouest à l'issue de la saison régulière et donc championne de la division. Il est renommé au nom de Willis Reed.                                                                            | Rockets de Houston           | [ 12 ] |
| Trophée Sam Jones        | 2022     | Trophée qui récompense l'équipe en tête de la division Nord-Ouest à l'issue de la saison régulière et donc championne de la division. Il est renommé au nom de Sam Jones.                                                                             | Thunder d'Oklahoma City      | [ 12 ] |
| Trophée Chuck Cooper     | 2022     | Trophée qui récompense l'équipe en tête de la division Pacifique à l'issue de la saison régulière et donc championne de la division. Il est renommé au nom de Chuck Cooper, le premier afro-américain à être drafté en NBA.                           | Lakers de Los Angeles        | [ 12 ] |
| Trophée Maurice Podoloff | 2023     | Trophée récompensant l'équipe ayant obtenu le meilleur bilan au cours de la saison régulière. Nommé en l'honneur de Maurice Podoloff, ancien commissionnaire de la NBA de 1946 à 1963.                                                                | Celtics de Boston            | [ 12 ] |

## Récompenses individuelles
| Récompense                                                 | Création | Description | Vainqueur le plus récent                                             | Réf.   |
| ---------------------------------------------------------- | -------- | --- | -------------------------------------------------------------------- | ------ |
| All-Star Game MVP (Kobe Bryant Trophy)                     | 1951     | Récompense le joueur ayant réalisé la meilleure prestation lors du match du NBA All-Star Game. | Stephen Curry (Warriors de Golden State)                             | [ 14 ] |
| NBA Rookie of the Year (Wilt Chamberlain Trophy)           | 1953     | Récompense le meilleur rookie de la NBA sur l'ensemble de la saison régulière. Initialement au nom d'Eddie Gottlieb, il est renommé en 2022, au nom de Wilt Chamberlain.                                       | Stephon Castle (Spurs de San Antonio)                                | [ 16 ] |
| NBA Most Valuable Player (Michael Jordan Trophy)           | 1956     | Récompense le meilleur joueur de la NBA sur l'ensemble de la saison régulière. Initialement au nom de Maurice Podoloff, il est renommé en 2022, au nom de Michael Jordan.                                      | Shai Gilgeous-Alexander (Thunder d'Oklahoma City)                    | [ 18 ] |
| NBA Coach of the Year (Red Auerbach Trophy)                | 1963     | Récompense le meilleur entraîneur de la NBA sur l'ensemble de la saison régulière. | Kenny Atkinson (Cavaliers de Cleveland)                              | [ 19 ] |
| MVP des Finales NBA (Bill Russell Trophy)                  | 1969     | Renommé en l'honneur de Bill Russell, récompensant le meilleur joueur des Finales NBA. | Shai Gilgeous-Alexander (Thunder d'Oklahoma City)                    | [ 21 ] |
| NBA Executive of the Year                                  | 1973     | Récompense le meilleur dirigeant de la NBA. | Sam Presti (Thunder d'Oklahoma City)                                 | [ 22 ] |
| J. Walter Kennedy Citizenship Award                        | 1975     | Nommé en l'honneur de J. Walter Kennedy. Honore un joueur ou un entraîneur pour les services rendus et son action envers la communauté au sens général                                                         | C. J. McCollum (Pelicans de La Nouvelle-Orléans)                     | [ 23 ] |
| NBA Defensive Player of the Year (Hakeem Olajuwon Trophy)  | 1983     | Récompense le meilleur défenseur de la NBA sur l'ensemble de la saison régulière. Il est renommé en 2022 au nom d'Hakeem Olajuwon.                                                                             | Evan Mobley (Cavaliers de Cleveland)                                 | [ 25 ] |
| NBA Sixth Man of the Year (John Havlicek Trophy)           | 1983     | Récompense le meilleur sixième homme de la NBA sur l'ensemble de la saison régulière. Il est renommé en 2022 au nom de John Havlicek.                                                                          | Payton Pritchard (Celtics de Boston)                                 | [ 27 ] |
| NBA Most Improved Player (George Mikan Trophy)             | 1986     | Récompense le joueur ayant réalisé la meilleure progression sur l'ensemble de la saison régulière en NBA. Il est renommé en 2022 au nom de George Mikan.                                                       | Dyson Daniels (Hawks d'Atlanta)                                      | [ 29 ] |
| NBA Sportsmanship Award (Joe Dumars Trophy)                | 1996     | Décerné au joueur "représentant le mieux les valeurs du sport sur le terrain, le comportement éthique, le fair-play et l'intégrité"                                                                            | Jrue Holiday (Celtics de Boston)                                     | [ 30 ] |
| Teammate of the Year (Twyman-Stokes Trophy)                | 2013     | Récompense le « coéquipier idéal » qui illustre « un jeu altruiste, un leadership sur et en dehors du terrain, un mentor et un modèle pour d'autres joueurs et l’implication et le dévouement pour son équipe. | Stephen Curry (Warriors de Golden State)                             | [ 31 ] |
| Lifetime Achievement Award                                 | 2017     | Décerné à un joueur qui a donné l’exemple d’un succès extraordinaire sur le terrain et hors du terrain au sein de la NBA.                                                                                      | Magic Johnson (Lakers de Los Angeles) Larry Bird (Celtics de Boston) | [ 32 ] |
| NBA Hustle Award                                           | 2017     | Décerné à un joueur donnant toute son énergie, sa défense et son abnégation, pour l’équipe à travers différentes statistiques que l’on ne voit pas forcément au premier abord.                                 | Draymond Green (Warriors de Golden State)                            | [ 33 ] |
| Social Justice Champion Award (Kareem Abdul-Jabbar Trophy) | 2021     | Décerné à un joueur qui milite dans la lutte pour la justice sociale | Jrue Holiday (Celtics de Boston)                                     | [ 34 ] |
| Magic Johnson Western Conference Finals MVP                | 2022     | Nommé en hommage à Magic Johnson. Récompense le meilleur joueur de la Finale de la Conférence Ouest. | Shai Gilgeous-Alexander (Thunder d'Oklahoma City)                    | [ 35 ] |
| Larry Bird Eastern Conference Finals MVP                   | 2022     | Nommé en hommage à Larry Bird. Récompense le meilleur joueur de la Finale de la Conférence Est. | Pascal Siakam (Pacers de l'Indiana)                                  | [ 36 ] |
| Clutch Player of the Year (Jerry West Trophy)              | 2022     | Décerné au joueur qui réalise les meilleures performances dans les fins de match. Nommé en l'honneur de Jerry West en 2022.                                                                                    | Jalen Brunson (Knicks de New York)                                   | [ 38 ] |

## Honneurs
| Honneur            | Création | Description | Notes  |
| ------------------ | -------- | --- | ------ |
| All-NBA Team       | 1947     | Trois équipes de 5 joueurs sont constituées (First, Second et Third team), récompensant les meilleurs joueurs de la ligue durant la saison régulière. | [ 39 ] |
| All-Rookie Team    | 1963     | Deux équipes de 5 joueurs sont constituées (First et Second team), récompensant les meilleurs rookies de la ligue durant la saison régulière.         | [ 40 ] |
| All-Defensive Team | 1969     | Deux équipes de 5 joueurs sont constituées (First et Second team), récompensant les meilleurs défenseurs de la ligue durant la saison régulière.      | [ 41 ] |